# Ринголд (Џорџија)
Ринголд (Џорџија) (енгл. Ringgold) град је у америчкој савезној држави Џорџија. По попису становништва из 2010. у њему је живело 3.580 становника.

## Демографија
Према попису становништва из 2010. у граду је живело 3.580 становника, што је 1.158 (47,8%) становника више него 2000. године.
| Група             | 2000.         | 2010.         |
| Белци             | 2.186 (90,3%) | 3.150 (88,0%) |
| Афроамериканци    | 153 (6,3%)    | 184 (5,1%)    |
| Азијати           | 12 (0,5%)     | 67 (1,9%)     |
| Хиспаноамериканци | 44 (1,8%)     | 98 (2,7%)     |
| Укупно            | 2.422         | 3.580         |